# 只腰憲久
只腰 憲久（ただこし のりひさ、1949年8月1日 - ）は、日本の地方公務員、技術士。東京都都市整備局長、東京都公園協会理事長、首都高速道路取締役、小田急電鉄顧問、港区都市計画審議会会長、練馬区都市計画審議会会長等を歴任した。

## 人物・経歴
東京都江東区生まれ。村上市、郡山市育ち。市川市の小学校から開成中学校・高等学校を経て、1972年東京大学工学部土木工学科卒業。卒業後は、建設省の激しい出世競争を避けようと考え、東京都に入庁し、首都整備局で大学の先輩でもある岡本堯生交通企画課長（のちに東京都技監）に師事した。
東京都都市計画局交通企画課係長として小田急線や中央本線の連続立体交差事業計画に携わったのち、1984年から練馬区都市整備部副参事に出向。その後、山本卓朗所長（のちのJR東日本常務取締役）の下でJR東日本東京工事事務所次長を務めたのち、東京都交通企画課長、多摩都市モノレール技術部長等を経て、2000年東京都都市計画局開発計画部長。
2001年東京都都市計画局施設計画部長。2002年東京都都市計画局都市基盤部長。2003年東京都知事本部次長。2004年東京都下水道局流域下水道本部長。2006年東京都都市整備局技監。2007年東京都都市整備局長、国土交通省社会資本整備審議会建築分科会官公庁施設部会専門委員。2008年全国市街地再開発協会理事。
2009年東京都公園協会理事長。2010年東京都新都市建設公社理事長。2011年中野区入札監視委員会委員。2012年首都高速道路取締役常務執行役員（計画・環境部門、大規模更新担当）。2015年小田急電鉄顧問。2019年瑞宝小綬章受章。2021年目黒区区政功労者表彰受賞。
港区都市計画審議会会長、目黒区都市計画審議会副会長、練馬区都市計画審議会会長、東京都トラック協会監事、東京都都市づくり公社評議員、日本建設情報総合センター理事、未来のまち・交通・鉄道を構想するプラットフォーム理事、計画・交通研究会評議員等も歴任した。技術士建設部門。趣味は登山。